# Gunnar Seidenfaden
 Ikke at forveksle med miljøskibet A561 Gunnar Seidenfaden.
Gunnar Seidenfaden (1908 – 9. februar 2001) var en dansk diplomat og botaniker. Han var dansk ambassadør i Thailand fra 1955-1959 og i Sovjetunionen i 1959-1961. Han var ekspert i sydøstasiatiske orkidéer og udgav flere fagbøger om emnet.

## Karriere
Seidenfaden blev 1926 student fra Sorø Akademi, studerede botanik på Københavns Universitet fra 1926-1934. Han blev hurtigt inddraget i botaniske studier i Grønland. Fra 1928 tilbragte han 6 somre på Grønland, delvist under Lauge Kochs Tre-års ekspedition til Østgrønland. I 1938 var han med på en ekspedition til Spitsbergen. Han dumpede sin magisterkonferens-eksamen, og begyndte i stedet at studere økonomi og statskundskab, og han blev færdig som cand.polit. i 1940. Han blev ansat i Udenrigsministeriet.
Under anden verdenskrig blev Seidenfaden en kilde til information om modstandsbevægelsen og særligt den illegale avis Information. I første omgang som ansat i Udenrigsministeriet og fra september 1944 styrede han Udenrigsministeriets Pressebureaus Situationsmelding, som indsamlede nyheder der blev censureret af besættelsesmagten. Der blev produceret 184 eksemplarer af avisen frem til slutningen af krigen. En kopi kom dagligt til Dansk Presse Tjeneste i Stockholm, der var et illegalt nyhedsbureau, hvor Gunnars bror Erik Seidenfaden arbejdede.
Efter krigen blev han sendt afsted som økonomisk attaché til den danske ambassade i Washington frem til 1950. Efter at have været tilbage i Købehavn i fem år blev han udstationeret i Bangkok i Thailand, hvorfra han fungerede som ambassadør for Manilla (Filippinerne) fra 1955, Rangoon (Burma) og Phnom Penh (Cambodia) i 1956 samt Vientiane (Laos) i 1957. Efter sine år som ambassadør vendte han tilbage til det juridiske kontor i ministeriet frem til 1967. Han fortsatte med at tage opgaver som dansk udsending til internationale konferencer om miljø som Washington-konventionen (1973), HELCOM (1979) og Bern-konventionen (1979).
Autornavnet Seidenf. kan bruges for Gunnar Seidenfaden sammen med et videnskabeligt artsnavn inden for botanikken. (Wikipedia-artikler der bruger autornavnet)
Han har beskrevet mindst 120 arter.
Han udgav adskillige fler-binds værker om orkideer, bl.a. The Orchids of Thailand – A Preliminary List (med T. Smitinand) og Orchid Genera in Thailand vol. I- XIV. Disse værker omhandler kun taksonomi og blomster, men er dekoreret med Seidenfadens egne tegninger af blomsterdele, som han har set dem i mikroskop. Hans samling bestod af mere end 10.000 genstande, som blev doneret til Københavns Universitet, sammen med oprindelige tegninger af Katja Anker og andre. I juni 2016 blev det besluttet at hans samling af orkideer, som er blevet opbevaret i Botanisk Have, som er en del af Statens Naturhistoriske Museum, skulle leveres tilbage til Thailand, da mange af eksemplarerne sidenhen er blevet meget sjældne.

## Hæder
I 1938 vandt han en skandinavisk konkurrence for bedste populærvidenskabelige bog med “Modern Arctic Exploration”. I hans tid i Thailand påbegyndte han et langvarigt samarbejde med Royal Thai Forest Department, hvor han arrangerede et antal indsamlingsekspeditioner frem til midten af 1980'erne. I 1951 blev han slået til ridder af Dannebrog og i 1957 blev han ridder af 1. grad. I 1964 blev han gjort til kommandør af Dannebrog og 1. grad i 1974. Han blev også gjort til kommandør af den hollandske Huisorde van Oranje.
Orkide-arterne Seidenfadenia Garay, Seidenfadeniella C.S.Kumar, Seidenfia Szlach., Gunnarella Senghas og Gunnarorchis Brieger er blevet opkaldt efter ham.
Miljøskibet A561 Gunnar Seidenfaden er også opkaldt efter ham.

## Privatliv
Han var søn af politidirektøren Aage Valdemar Seidenfaden (1877–1966) og Anna Elise Reenberg Teilman Harck (1887–1928). Han giftede sig med Alix Emilie (Lulu) Arnstedt (1914-1993), datter af ambassadør Niels Peder Arnstedt (1882-1954) og Johanne Larsen (1889-1974) og de fik fem børn. Han er bror til journalisten Erik Seidenfaden (1910-1990). Han var nevø af major Erik Seidenfaden (1881–1958), der var en dansk etnolog og antropolog, som var specialiseret i thailandsk arkitektur.